# Meister von San Miniato

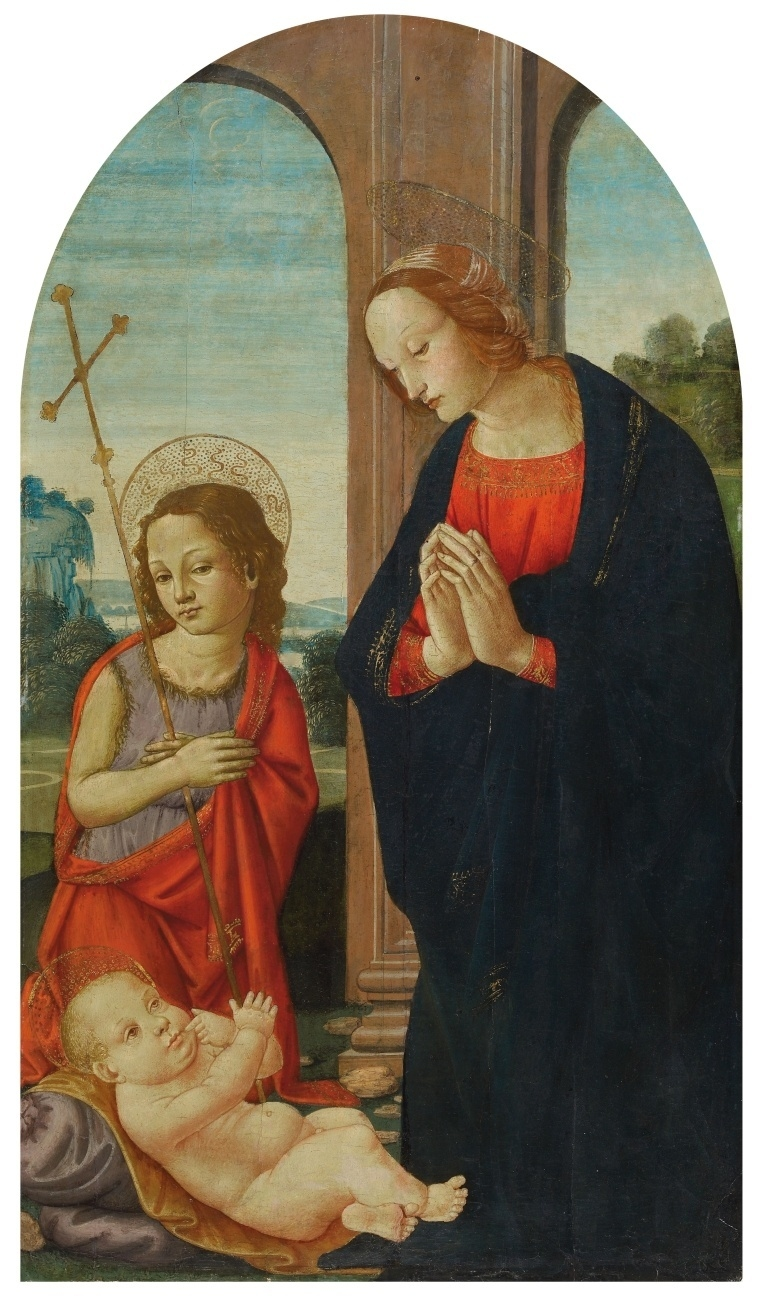
Maestro di San Miniato (zugeschrieben): Maria mit Christus und dem Johannesknaben, um 1430

Als Meister von San Miniato (it. Maestro di San Miniato) wird ein Maler im Florenz des 15. Jahrhunderts bezeichnet. Der namentlich nicht bekannte Künstler erhielt seinen Notnamen nach acht Bildern in der Basilika San Miniato al Monte in Florenz. Diese nicht signierten Bilder wurden als das gemeinsame Werk dieses Meisters anerkannt, um diese wurden ihm dann im Laufe der Zeit mehr als 50 weitere Arbeiten zugerechnet. Darunter befindet sich eine Reihe von Madonnenbildern. Diese Gemälde sind ein Beispiel der umfangreichen Produktion von Bildern dieser Art in Florenz um 1480 und sind  durch wiederholte typische Physiognomie des Jesuskindes als Werk des Meisters erkennbar.
Der Meister von San Miniato wird von Sandro Botticelli, Filippo Lippi und Andrea del Verrocchio  und auch Francesco Botticini beeinflusst. Seine Arbeiten sind ein wenn auch weniger bekanntes Beispiel toskanischer Frührenaissance.  Neben den Bildern in San Miniato finden sich Werke des Meisters  unter anderem im Museo Bardini und im Museo del Bigallo in Florenz sowie im Detroit Institute of Arts. Gelegentlich werden weitere Werke des Meisters aus Privatbesitz identifiziert.